# Universal Short Title Catalogue
Der Universal Short Title Catalogue (USTC) ist eine elektronische Gesamtbibliographie aller erhaltenen Druckwerke, die im 15. und 16. Jahrhundert in Europa erschienen sind. 
Das Projekt wird von der schottischen Universität Saint Andrews mit Unterstützung des University College Dublin geleitet. Die 2011 online gegangene Datenbank ermöglicht eine Suche in verschiedenen bestehenden Nationalbibliographien sowie neu geschaffenen Katalogen. Insgesamt erschließt der USTC 355.000 Titel in 1,5 Mio. Exemplaren aus über 5.000 Bibliotheken weltweit. Abrufbar sind sämtliche bibliographischen Angaben, Standorte und, soweit verfügbar, Digitalisate aller Exemplare. Die bis 2016 geplante Erweiterung des Erfassungszeitraums bis zum Jahr 1650 wird die ersten zwei Jahrhunderte des Buchdrucks abdecken und den Datensatz auf schätzungsweise 700.000 Titel verdoppeln.
Weitere bedeutende Kurztitelkataloge zum frühen Buchdruck sind der Incunabula Short Title Catalogue für die Inkunabelzeit (15. Jahrhundert), der English Short Title Catalogue, der englischsprachige Drucke von 1473 bis 1800 umfasst, und der Short Title Catalogue Netherlands für die Niederlande von 1540 bis 1800.